# Rue d'Amercœur
La rue d'Amercœur est une artère liégeoise qui va du pont d'Amercœur à la rue de Robermont. Elle se situe dans le quartier administratif d'Amercœur, en rive droite de la Dérivation.

## Histoire
Avec la rue Basse-Wez voisine, la rue d'Amercœur est une voie de communication et d'accès très ancienne de la ville de Liège (pouvant remonter au Xe siècle ou XIe siècle). Elle permettait (et permet toujours) de quitter Liège vers l'est en direction de la colline de Cornillon, du Pays de Herve et d'Aix-la-Chapelle. Aujourd'hui, elle est toujours une importante voie d'accès de la cité ardente et constitue une section de la Nationale 3 reliant Bruxelles à l'Allemagne.

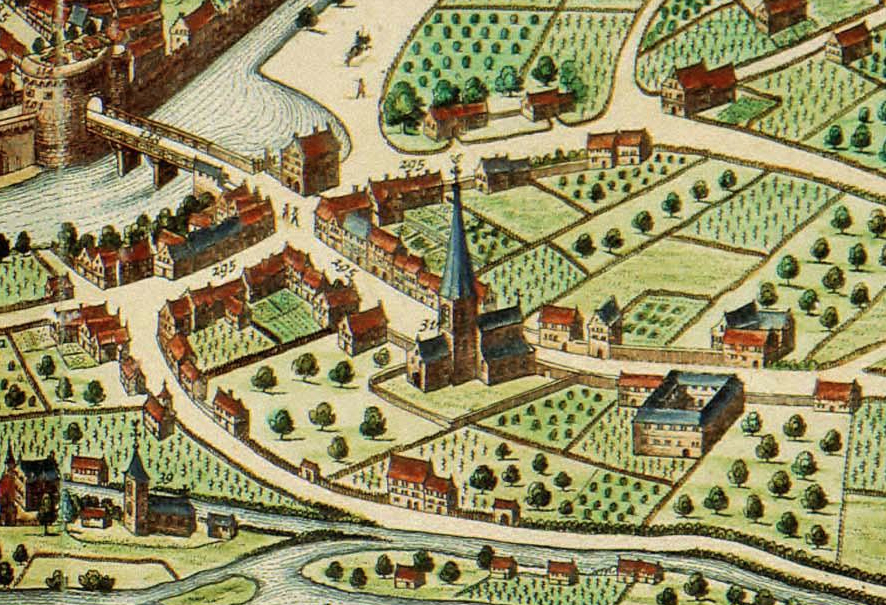
Au centre, la rue d'Amercœur au XVIIe siècle

## Description
Avec une longueur d'environ 400 m, cette rue plate est le prolongement du pont d'Amercœur (sur la Dérivation) et s'oriente à l'est en épousant deux virages jusqu'au pied de la côte de Cornillon gravie par la rue de Robermont ou par le Thier de la Chartreuse.

## Toponymie
D'après le chroniqueur Henri Van den Berch (XVIIe siècle), l'origine du nom d'Amercœur serait une déformation d'Almaric curtis et Curte D'Amerina, noms de propriétaires locaux. C'est en 1252 qu'apparaît pour la première fois dans une charte de Robermont l'appellation Amercœur. Cet ancien bailliage du Haut Moyen Âge englobait de nombreuses seigneuries et villages. Le nom Cœur pourrait aussi venir du wallon cour qui signifie à la fois cœur et cour.

## Architecture et patrimoine
La rue possède trois importantes constructions anciennes :
- au no 58, la cour des Prébendiers bâtie vers 1650[1].
- au no 55, l'ancien couvent des Conceptionnistes d'Amercœur bâti aussi vers 1650[2] et occupé actuellement par le centre médical Amercœur.
- l'église Saint-Remacle-au-Pont.

Plusieurs autres immeubles sont repris à l'inventaire du patrimoine culturel immobilier. Situés aux nos 3, 6, 8, 10, 12, 14, 43, 47, 49, 53, 54, ils ont été érigés, pour la plupart, au début du XIXe siècle.

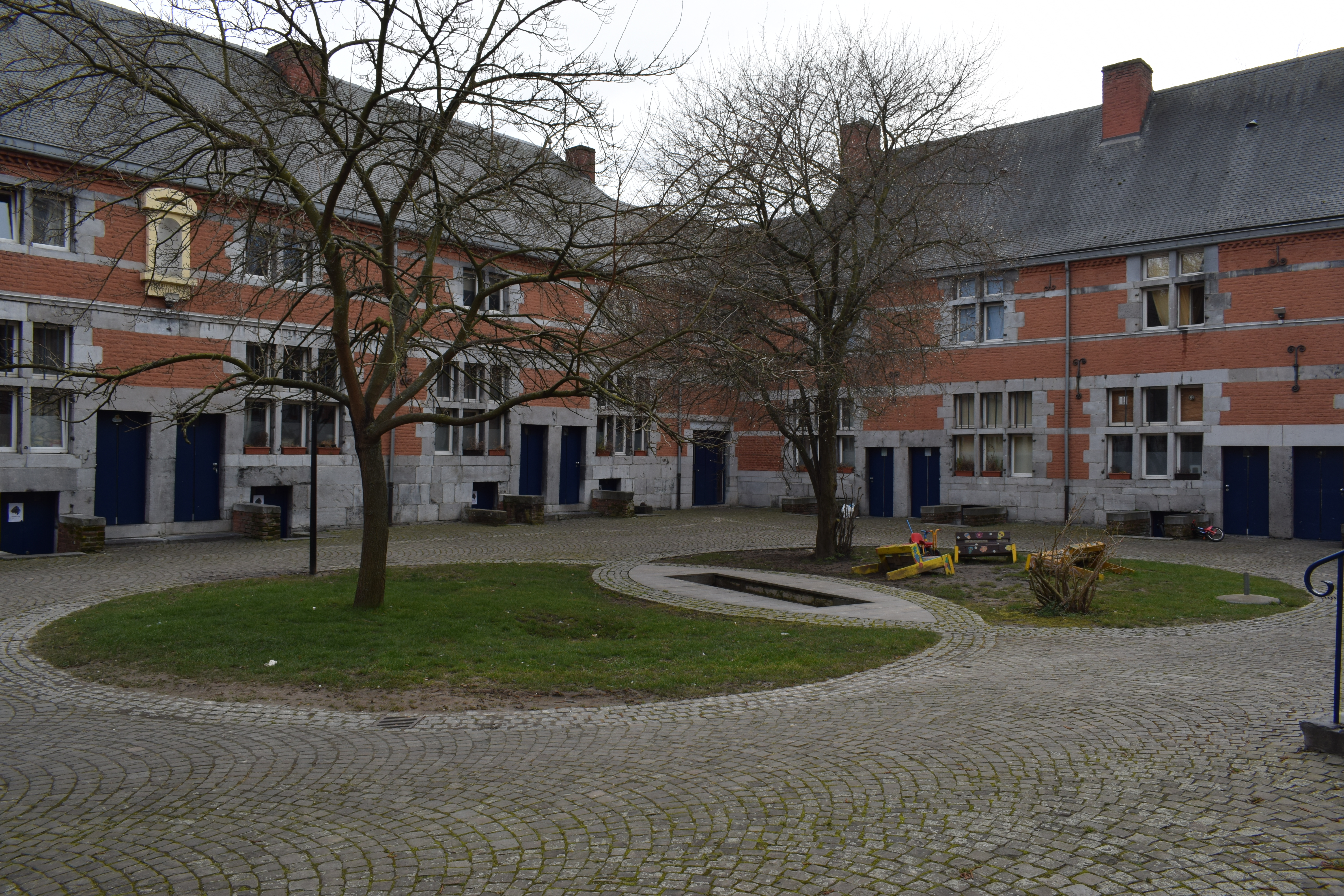
La cour des Prébendiers
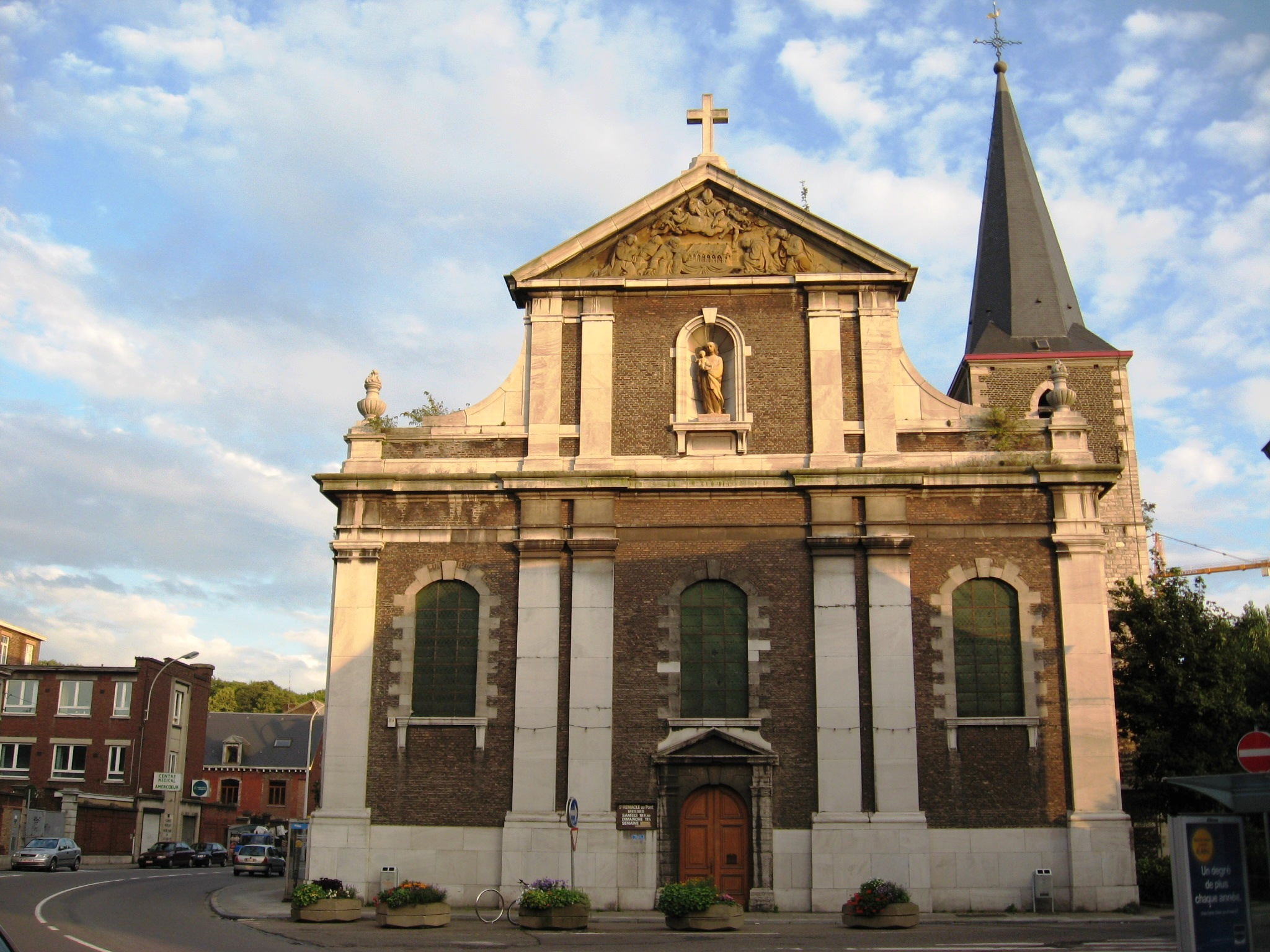
L'église Saint-Remacle-au-Pont

## Rues adjacentes
- Pont d'Amercœur
- Quai Bonaparte
- Quai de Longdoz
- Rue Basse-Wez
- Rue Saint-Remacle
- Rue des Prébendiers
- Rue Frédéric Nyst
- Cour des Prébendiers
- Rue Gramme
- Thier de la Chartreuse
- Rue Sainte-Julienne
- Rue de Cornillon
- Rue de Robermont

### Source et bibliographie
- Yannik Delairesse et Michel Elsdorf, Le nouveau livre des rues de Liège, Liège, Noir Dessin Production, décembre 2008, 2e éd. (1re éd. 2001), 512 p. (ISBN 978-2-87351-143-2 et 2-87351-143-5, présentation en ligne), pages 168 et 169